# Maxim Petrowitsch Pokidow
Maxim Petrowitsch Pokidow (russisch Максим Петрович Покидов; * 11. Juli 1989 in Lipezk) ist ein ehemaliger russischer Radrennfahrer.
Pokidow gewann 2006 bei der Bahnrad-Europameisterschaft der Junioren in Athen die Goldmedaille im Punktefahren vor seinem Landsmann Alexei Schirjajew und dem Spanier Salvador Guardiola. 
Im Erwachsenenbereich fuhr Pokidow auf der Straße für das russische Continental Team Moscow. 2011 wechselte Pokidow zum U23-Team von Itera-Katusha und ein Jahr später in deren Elite-Mannschaft. 2012 konnte er mit seinem Team das Mannschaftszeitfahren des Circuit des Ardennes gewinnen. 2013 gewann er je eine Etappe der Five Rings of Moscow und der Tour Alsace. 2015 kamen weitere Siege im Mannschaftszeitfahren und der Gewinn einer Etappe bei der Tour of Kuban hinzu. Nachdem sein Team nach der Saison 2015 aufgelöst worden war, beendete Pokidow seine Karriere.

## Erfolge
2006
- Europameister – Punktefahren (Junioren)

2012
- Mannschaftszeitfahren Circuit des Ardennes

2013
- eine Etappe Five Rings of Moscow
- eine Etappe Tour Alsace
- Russischer Meister – Kriterium

2015
- Mannschaftszeitfahren Grand Prix of Sochi
- eine Etappe Tour of Kuban
- Mannschaftszeitfahren Grand Prix of Adygeya

## Teams
- 2010 Moscow
- 2012–2015 Itera-Katusha